# Premi Fermat
El Premi Fermat de recerca matemàtica s'atorga cada dos anys pels treballs de recerca en els camps on les contribucions de Pierre de Fermat varen ser decisius:
- Declaracions de Càlcul de variacions
- Fonaments de la probabilitat i geometria analítica
- Teoria de nombres.

L'esperit del premi se centra a premiar els resultats de les investigacions accessible al major nombre de professionals matemàtics dins d'aquests camps. El premi Fermat va ser creat el 1989 i s'atorga cada dos anys a Tolosa per l'Institut de Matemàtiques de Toulouse. L'import del premi Fermat s'ha fixat en 20.000 euros per a la dotzena edició (2011).

## Guanyadors dels premis anteriors
Els matemàtics que han obtingut el Premi Fermat detellant els seus treballs són:
- 1989 Atorgat juntament a Abbas Bahri per la introducció de nous mètodes en el càlcul de variacions i a Kenneth Ribet per les seves contribucions a la teoria dels nombres i al Darrer teorema de Fermat.
- 1991 Atorgat a Jean-Louis Colliot-Thélène pels seus treballs a la teoria dels nombres i varietats racionals la investigació per a la qual es va dur a terme en gran manera amb Jean-Jacques Sansuc.
- 1993 Atorgat a Jean-Michel Coron per les seves contribucions a l'estudi als problemes variacionals i teoria del control.
- 1995 Atorgat a Andrew Wiles pels seus treballs a la conjectura Shimura–Taniyama–Weil que en va resultar en la demostració de la prova del Darrer teorema de Fermat.
- 1997 Atorgat a Michel Talagrand per les seves fonamentals contribucions en diversos camps de la probabilitat.
- 1999 Atorgat juntament a Fabrice Béthuel i Frédéric Hélein per diversos contribucions importants a la teoria del càlcul de variacions, que ha tingut conseqüències en la Física i la Geometria.
- 2001 Atorgat juntament a Richard Taylor per les seves contribucions als enllaços entre representacions de Galois i forma automòrfica i a Wendelin Werner pels seus treballs a l'exponent d'intersecció del Moviment brownià i el seu impacte a la física teòrica.
- 2003 Atorgat a Luigi Ambrosio per les seves impressionants contribucions al càlcul de variacions i la teoria geomètrica de la mesura, i el seu enllaç amb equacións diferencials en derivades parcials.
- 2005 Atorgat juntament a Pierre Colmez per les seves contribucions a l'estudi de les funcions L i representacions de Galois p-adic i a Jean-François Le Gall per les seves contribucions per a l'anàlisi fina de planar el moviment Brownià, la seva invenció de la serp brownià i les seves aplicacions a l'estudi de les equacions diferencials en derivades parcials no lineals.
- 2007 Atorgat a Chandrashekhar Khare per la seva demostració (amb Jean-Pierre Wintenberger) de la Conjectura de modularitat de Serre.
- 2009 Atorgat juntament a Elon Lindenstrauss per les seves contribucions a la teoria ergòdica i les seves aplicacions a la teoria dels nombres; i a Cédric Villani per les seves contribucions a la teoria de transport òptim i els seus estudis d'equacions d'evolució no lineals.
- 2011 Atorgat juntament a Manjul Bhargava pel seu treball en diverses generalitzacions de les estimacions Davenport-Heilbronn i pels seus recents resultats sorprenents (amb Arul Shankar) en la mitjana de rang de les corbes el·líptiques; i per a Igor Rodnianski per les seves fonamentals contribucions als estudis de les equacions de la relativitat general i la propagació de la llum en les corbes de l'espaitemps (en col·laboració amb Mihalis Dafermos, Sergiu Klainerman i Hans Lindblad)
- 2013 Atorgat juntament a Camillo De Lellis per les seves fonamentals contribucions (en col·laboració amb László Székelyhidi) a la conjectura d'Onsager sobre les solucions de dissipació de les equacions d'Euler i pel seu treball a la regularitat de les superfícies mínimes; i per a Martin Hairer per les seves contribucions a l'anàlisi d'equacions en derivades parcials estocàstiques, especialment per la regularitat de les seves solucions i la convergència a l'equilibri.[3]
- 2015 Atorgat juntament a Peter Scholze per la seva invenció dels espais perfectoides i la seva aplicació a problemes fonamentals en geometria algebraica i en la teoria de les formes automòrfiques i Laure Saint-Raymond per al desenvolupament de teories asimptòtiques d'equacions diferencials parcials, inclosos els límits de fluids dels fluxos enrarits, l'anàlisi multiescala en equacions de física de plasma i modelització oceànica, i la derivació de l'equació de Boltzmann a partir de sistemes de partícules en interacció.[4]
- 2017 Atorgat juntament a Nader Masmoudi pel seu notable treball de profunditat i creativitat en l'anàlisi d'equacions diferencials parcials no lineals i, en particular, per les seves recents contribucions a la resolució rigorosa i completa dels problemes d'estabilitat hidrodinàmica plantejats a finals del segle XIX pels pares fundadors de la modernitat. mecànica de fluids i Simon Brendle pels seus nombrosos i profunds resultats en anàlisi geomètrica, que inclou equacions diferencials parcials de tipus el·líptic, parabòlic i hiperbòlic; en particular, per la seva elegant demostració de la conjectura de Lawson, per la seva caracterització de les solucions solitons dels fluxos de Ricci i la curvatura mitjana en la dimensió 3, així com per les seves notables contribucions, en col·laboració amb Gerhard Huisken, a l'anàlisi del flux de curvatura mitjana de superfícies convexes mitjanes en varietats de dimensió 3.
- 2019 Atorgat juntament a Maryna Viazovska per la seva solució original del famós problema d'embalatge de l'esfera en les dimensions 8 i 24[5] i Alexei Borodin per a la invenció de la teoria de la probabilitat integrable, una nova àrea a la interfície de la teoria de la representació, la combinatòria i la física estadística.
- 2021 Atorgat juntament a Vincent Pilloni pels seus notables resultats en geometria aritmètica en formes modulars p-àdiques, en particular mitjançant la introducció i desenvolupament de la teoria Hida superior, i Fernando Codá Marques els grans avenços obtinguts amb André Neves en aplicacions geomètriques del càlcul de variacions.

## Premi Fermat Júnior
El Premi Fermat Júnior és un premi matemàtic, atorgat cada dos anys a l'estudiant en què en els seus primers quatre anys de la universitat fa una contribució a les matemàtiques. La quantitat del premi és de 2.000 euros.